# دونالد بي. مونرو
دونالد بي. مونرو هو سياسي كندي، ولد في 1923، وتوفي في 1984.